# Sacha Perry
Sacha Perry (* 1. Mai 1970 in Brooklyn, New York City) ist ein US-amerikanischer Jazzpianist und Komponist.

## Leben und Wirken
Perry ist Schüler von Barry Harris und Frank Hewitt; er spielt in der Tradition von Bebop-Musikern wie Bud Powell, Elmo Hope, Thelonious Monk und Herbie Nichols. Perry tritt regelmäßig im New Yorker Jazzclub Smalls auf, bei dessen Label auch erste Alben mit eigenen Kompositionen erschienen. Im Trio mit Jamale Davis und Charles Goold erschien zunächst Morse Codes from the Opposite Land (2020) und 2023 das Album The Codes 2: The New Brutalism. Weiterhin leitete er ein Quintett mit Aaron Johnson.
Perry arbeitete außerdem mit Teddy Charles, Bob Mover/James Zollar, Zaid Nasser, Ari Roland, Chris Byars (Photos In Black, White and Gray 2007), im Across 7th Street Septett, Mike Mullins und Grant Stewart. Tom Lord verzeichnet 24 Aufnahmen Perrys zwischen 1997 und 2017.

## Diskographische Hinweise
- Eretik (Smalls Records, 2005)
- Not Brand X (Smalls Records, 2007)
- Third Time Around (Smalls Records, 2007)
- Morse Codes from the Opposite Land (2020 mit Jamale Davis, Charles Goold)
- Aaron Johnson/Sacha Perry Quintet: Nightmare (2021, mit James Zollar, Kyle Colina, Evan Sherman)
- Sacha Perry / Ben Street / Kresten Osgood: Low Tide (2024)